# Episodi di Scandal (settima stagione)
La settima e ultima stagione della serie televisiva Scandal è stata trasmessa in prima visione negli Stati Uniti per la prima volta dall'emittente ABC dal 5 ottobre 2017 al 19 aprile 2018.
In Italia è andata in onda in prima visione sul canale satellitare Fox Life dal 24 aprile al 17 luglio 2018.
Il dodicesimo episodio di questa stagione, Lasciate che mi ripresenti, rappresenta la prima parte di un crossover con Le regole del delitto perfetto, il quale continua con il tredicesimo episodio della quarta stagione di quest'ultima, Lahey contro lo stato della Pennsylvania.
| n° | Titolo originale               | Titolo italiano            | Prima TV USA     | Prima TV Italia |
| -- | ------------------------------ | -------------------------- | ---------------- | --------------- |
| 1  | Watch Me                       | Vuoi scommettere?          | 5 ottobre 2017   | 24 aprile 2018  |
| 2  | Pressing the Flesh             | Strette di mano            | 12 ottobre 2017  | 1º maggio 2018  |
| 3  | Day 101                        | 101 giorni                 | 19 ottobre 2017  | 8 maggio 2018   |
| 4  | Lost Girls                     | Ragazze scomparse          | 26 ottobre 2017  | 15 maggio 2018  |
| 5  | Adventures in Babysitting      | Tu cosa vuoi?              | 2 novembre 2017  | 22 maggio 2018  |
| 6  | Vampires and Bloodsuckers      | Vampiri e sanguisughe      | 9 novembre 2017  | 29 maggio 2018  |
| 7  | Something Borrowed             | Io vinco, tu perdi         | 16 novembre 2017 | 5 giugno 2018   |
| 8  | Robin                          | Robin                      | 18 gennaio 2018  | 12 giugno 2018  |
| 9  | Good People                    | Brava gente                | 25 gennaio 2018  | 12 giugno 2018  |
| 10 | The People v. Olivia Pope      | Tutti contro Olivia Pope   | 1º febbraio 2018 | 19 giugno 2018  |
| 11 | Army of One                    | Guerra solitaria           | 8 febbraio 2018  | 19 giugno 2018  |
| 12 | Allow Me to Reintroduce Myself | Lasciate che mi ripresenti | 1º marzo 2018    | 10 aprile 2018  |
| 13 | Air Force Two                  | Air Force Two              | 8 marzo 2018     | 26 giugno 2018  |
| 14 | The List                       | La lista                   | 15 marzo 2018    | 3 luglio 2018   |
| 15 | The Noise                      | Fiducia                    | 29 marzo 2018    | 3 luglio 2018   |
| 16 | People Like Me                 | Le persone come me         | 5 aprile 2018    | 10 luglio 2018  |
| 17 | Standing in the Sun            | Sotto il sole              | 12 aprile 2018   | 10 luglio 2018  |
| 18 | Over a Cliff                   | Giù dalla scogliera        | 19 aprile 2018   | 17 luglio 2018  |

## Vuoi scommettere?
- Titolo originale: Watch Me
- Diretto da: Jann Turner
- Scritto da: Shonda Rhimes

### Trama
Liv minaccia suo padre Rowan. Quinn ha un nuovo caso dopo tanto tempo: un ricercatore teologico è scomparso all'estero. Si scopre essere una spia americana. Jake, temendo che parli e metta a repentaglio la sicurezza, propone di ucciderlo prima che riveli informazioni importanti. Liv non vuole e cerca di riportarlo a casa. Liv cerca di carpire voti per far passare la votazione sul college gratuito.

## Strette di mano
- Titolo originale: Pressing the Flesh
- Diretto da: Tony Goldwyn
- Scritto da: Matt Bryrne

### Trama
Liv ha chiuso la sua relazione con Jake e ne inizia un'altra con un giornalista tv. Quinn e i gladiatori si imbucano a una cena di stato per cercare nuovi clienti. Liv cerca di minacciare il presidente dello Stato ospite per la trattativa sulla dimissione del nucleare con la notizia degli studi negli Usa della nipote. Huck si rende conto che una delle guardie è finta e riesce a sventare un attentato ai danni del capo di stato estero. David cerca di provarci con Abby. Liv si porta a casa il giornalista e sul pianerottolo trova Fitz.

## 101 giorni
- Titolo originale: Day 101
- Diretto da: Scott Foley
- Scritto da: Zahir McGhee

### Trama
L’episodio ripercorre i primi cento giorni di Fitz che, arrivato in Vermont, torna alla vita normale e fa cose di tutti i giorni come guidare o fare la spesa. Marcus e Fitz lavorano insieme, ma non riescono a capirsi e Marcus vuole licenziarsi. Rowan va da lui e gli riferisce che Liv è diventata Comando chiedendogli aiuto. Fitz decide quindi di tornare a Washington lasciando prima come traccia il suo sostegno a uno studente per la sua battaglia a favore dei neri.
L’episodio si conclude con Fitz che aspetta Olivia sul pianerottolo.

## Ragazze scomparse
- Titolo originale: Lost Girls
- Diretto da: Nicole Rubio
- Scritto da: Ameni Rozsa e Austin Guzman

### Trama
Fitz chiede a Liv di occuparsi di 219 ragazze nere scomparse. Mellie si sente invaghita del presidente di un Paese straniero. Cyrus deve rimuovere il Cezanne da 100 milioni che ha ricevuto da un pretendente. La ragazza viene trovata e creata una sezione ad hoc dell'Fbi per le persone nere scomparse.

## Tu cosa vuoi?
- Titolo originale: Adventures in Babysitting
- Diretto da: Oliver Bokelberg
- Scritto da: Serveriano Canales e Tia Napolitano

### Trama
Liv vuole che Fitz torni in Vermont anziché stabilirsi a Washington. Cyrus vuole convincere il Congresso a fare guerra per motivi economici. Jasmine, la nipote del capo di stato, viene prelevata da Quinn e Charlie. Mellie scopre che Liv ha fatto uccidere Luna Vargas e la minaccia di chiudere il B613. Cyrus cambia idea sulla guerra dopo essersi consultato con il suo nuovo frequentante e analista. Mellie decide di far uccidere il capo di una fazione ribelle incolpando l'altro per far tornare il presidente come capo di stato.

## Vampiri e sanguisughe
- Titolo originale: Vampires and Bloodsuckers
- Diretto da: Jann Turner
- Scritto da: Chris Van Dusen e Tia Napolitano

### Trama
Liv ha fatto uccidere il presidente e la nipote facendo saltare in aria l'aereo che li avrebbe riportati in Turchia. Quinn lo scopre e ha un confronto con Olivia la sera prima del suo matrimonio. Il giorno successivo sono tutti in fermento, Quinn è in ritardo alle nozze, Abby va a prenderla a casa ma trova solo l'anello. Si scopre però del sangue pulito e quindi si ipotizza un rapimento. Liv cerca si incastrare il nuovo amante di Cyrus per coprirsi.
Mellie decide di appoggiare il nuovo governo in cambio del disarmo nucleare.
Jake trova un filmato di Quinn nell’ascensore dell’ufficio che va al matrimonio. È stata rapita.

## Io vinco, tu perdi
- Titolo originale: Something Borrowed
- Diretto da: Sharat Raju
- Scritto da: Mark Fish

### Trama
Quinn viene rapita in ascensore mentre si reca al suo matrimonio.
Liv chiede a Jake di indagare sul rapimento con tutte le forze che hanno. Marcus chiede a Fitz di parlare a Mellie per intercedere in favore del loro progetto di riforma penale, ma lui gli dice che lei non è disposta, allora ci va lui. Mellie parla con Fitz della riforma per lavorarci insieme. Charlie è sempre più preoccupato perché Quinn sta per partorire ed è con i rapitori. Rowan dice a sua figlia che l'ha rapita lui: l'ha fatto perché lei conosce la sua nuova vita ed è il suo punto debole. Liv incontra sua madre per chiederle aiuto, ma lei le dice di lasciar morire l'amica. Il giornalista Pryce viene ucciso dalla segretaria di Liv. Abby e Rosen riallacciano la loro relazione. Liv sfida suo padre: ha 20 minuti per liberare Quinn oppure verrà ucciso dal B613. A quel punto Rowan spara a Quinn sconvolgendo Olivia.

## Robin
- Titolo originale: Robin
- Diretto da: Daryn Okada
- Scritto da: Juan Carlos Fernandez

### Trama
Vengono ritrovati in un'auto il resti del corpo di Quinn. Charlie svela che la figlia sarebbe stata chiamata Robin. Fitz si presenta a casa di Liv per consolarla, ma lei gli chiude la porta in faccia. Huck scopre che è stata Liv a ordire l'omicidio del presidente e pensa che abbia fatto uccidere anche Quinn. Fenton chiude la relazione con Cyrus quando capisce che lui conosce Charlie. Quinn viene cremata e fusa in proiettili come avrebbe voluto. Dopo la cerimonia in cui tutti sparano un proiettile con le ceneri di Quinn mentre gli altri si fermano a bere e raccontare della sua vita, Liv va da Fitz e gli chiede di stare insieme una notte.
Charlie va da Rowan per rientrare nel giro e trova una bambina.

## Brava gente
- Titolo originale: Good People
- Diretto da: Nzingha Stewart
- Scritto da: Shonda Rhimes, Jess Brownell e Nicholas Nardini

### Trama
Rowen ha rapito Quinn per poter barattare la sua vita con la libertà. Viene ripercorso l'episodio precedente dal suo punto di vista: mentre compra una culla e fa acquisti vari per la futura mamma. A Quinn in prigionia vengono in mente i vari membri del gruppo che le parlano. Rowan spara al muro per far credere a Olivia di aver ucciso Quinn e dopo che lei se n'è andata, con l'aiuto di un amico la aiuta a partorire; infine spara all'uomo che l'ha aiutato.

## Tutti contro Olivia Pope
- Titolo originale: The People v. Olivia Pope
- Diretto da: Kerry Washington
- Scritto da: Ameni Rozsa

### Trama
Charlie trova la bambina e Quinn.
Fitz propone a Liv un weekend in Vermont, ma una volta arrivati trovano tutta la squadra che la aspetta. La richiesta che le viene fatta è di confessare l'omicidio di Quinn e di lasciare il B6-13; in tal caso, Rosen non procederà contro di lei. Cyrus racconta degli omicidi a Mellie. Tutti cercano di parlare con Olivia, tutti hanno un motivo per accusarla. Rosen le ricorda i capi d’imputazione, Fitz le dice che questa volta non ha ragione. Charlie intanto se ne deve andare dalla casa di Rowan perché altrimenti la sua assenza verrà notata e cominceranno a cercarlo, con il rischio di scoprire che Quinn è ancora viva, ma lui non vuole abbandonare la fidanzata e la figlia.
Liv cerca l'aiuto di Huck per andarsene facendo pressione psicologica ma lui non cede. Liv decide alla fine di dimettersi da capo dello staff e del B613. Mellie dice a Jake che Liv è andata in Vermont con Fitz.
Tutti guardano la conferenza stampa per avere la conferma che Liv sia dimessa, ma la notizia non viene data. Mentre tutti guardano la TV perplessi e preoccupati, Liv è a letto con Jake.
La squadra si riunisce per decidere il da farsi: le prove per perseguire Liv sono poche. Fitz arriva alla conclusione che non c’è niente da fare, perseguirla e rivelare l’esistenza del B613 metterebbe fine alla Repubblica e alla democrazia.
Il giorno dopo alla Casa Bianca Liv scopre che Mellie ha scelto Jake come nuovo capo dello staff.

## Guerra solitaria
- Titolo originale: Army of One
- Diretto da: Allison Liddi-Brown
- Scritto da: Austin Guzman

### Trama
Liv cerca di far cambiare idea a Mellie. Jake e Vanessa dicono a Rosen che la loro è una coppia aperta e si spera che non infici la loro possibilità. Un funzionario di governo viene contattato da un'organizzazione che lo paga 12 milioni e lui si rivolge alla squadra. Si scopre che è l'amante di Vanessa Ballard e potrebbe aver trafugato tutti i dati. Cyrus inventa la storia che la moglie di Jake è stata una spia per prendere informazioni per ripulire la reputazione. Liv cancella tutti i dati del B613 che ora è comandato da Jake. Cyrus non è contento della promozione, ma Mellie lo minaccia dicendogli che anche lui potrebbe perdere il posto. Quinn vorrebbe eliminare Olivia, ma Rowan non è d'accordo visto che è sua figlia. Cyrus e Liv si incontrano e lei gli dice che la prossima testa a saltare sarebbe stata la sua. Cyrus vuole chiedere un impeachment di Mellie perché la trova incapace, ma con l'aiuto di Liv. Quinn contratta con Rosen: nessuna vendetta verso Liv se le lascerà libere. Charlie vuole riprendersi Quinn, ma lei è già scappata a casa di Liv e vuole ammazzarla. Mentre hanno un diverbio, dei cecchini sparano e colpiscono Liv, che in seguito va a farsi medicare da suo padre. Mellie confida a Jake che vuole dimettersi, ma alla fine Liv non l'accusa. Quinn fa ritorno con la figlia Robin.

## Lasciate che mi ripresenti
- Titolo originale: Allow Me to Reintroduce Myself
- Diretto da: Tony Goldwyn
- Scritto da: Raamla Mohamed

### Trama
È passato qualche mese, Liv insegna all'università. Durante una lezione, si presenta a lei Annalise Keating che le parla di una class action di un centinaio di persone nere mandate in galera perché hanno avuto difensori incapaci e sottopagati: vuole che l'aiuti a portare la causa alla Corte Suprema. Liv va da Fitz e Marcus per farsi aiutare e insieme incontrano Mellie, ma la Presidente afferma che meglio aspettare perché in quel momento la Corte non sarebbe favorevole. Olivia intende allora provare ad arrivare da sola a sottoporre il caso alla Corte. Jake sottopone il caso a Quinn sperando che possano fermare l'azione di Liv ed evitare che torni alla ribalta. I giudici sono nove e per sottoporre il caso ne servono almeno quattro che la patrocinino. Quinn incontra Liv che le dice che si pentirà di non aver cercato di rendere giustizia a dei potenziali innocenti e dopo aver chiesto a Jake perché la Casa Bianca non vuole che il caso passi, capisce che è solo per andare contro Olivia. Allora decide di darle le informazioni riservate che ha trovato sul conto del giudice che costituisce l'ago della bilancia. Quest'ultimo, dopo aver appreso da Liv di non rischiare più di essere ricattato, decide di appoggiare la causa.

## Air Force Two
- Titolo originale: Air Force Two
- Diretto da: Valerie Weiss
- Scritto da: Severiano Canales

### Trama
Cyrus teme che Jake voglia rubargli la possibilità di correre alla presidenza. Cyrus parte per Lisbona a un congresso sulla cyrbersicurezza, ma mentre è in volo sull'Air Force Two l'aereo viene hackerato: non è possibile comunicare a terra. Si scopre che è a causa di un malware che è stato installato da un dispositivo elettronico a bordo. L'aereo fa rotta indietro e si teme che possa trasformarsi in un missile contro una città. Liv festeggia il compleanno di sua madre. Cyrus e Rosen inviano il malware a Quinn perché lo studi. Temono che sia stato Jake a dirottare l'aereo per far fuori Cyrus; infatti propone di far alzare degli aerei da guerra per abbatterlo. Una giornalista riprende Cyrus mentre parla ai passeggeri. Quinn e la sua squadra riescono a salvare l'aereo che quindi non viene abbattuto. Liv accusa Cyrus di aver pianificato l'attacco per ottenere popolarità per candidarsi per la Casa Bianca.

## La lista
- Titolo originale: The List
- Diretto da: Greg Evans
- Scritto da: Jess Brownell e Juan Carlos Fernandez

### Trama
Cyrus ha dirottato l'aereo nonostante manchino tre anni alle prossime elezioni e Liv chiede aiuto a Abby e alla squadra. Un uomo chiede a Olivia di occuparsi della scomparsa della figlia ventunenne Alisha che non sente da una settimana. La donna lavora come  stagista di un deputato. Si scopre che la ragazza era stata licenziata e poco prima di sparire aveva acquistato un'arma. Inoltre viene alla luce una lista delle stagiste classificate in base alla disponibilità sessuale e Alisha era considerata non disponibile. Si scopre che per pagare l'hacker che ha creato il virus, Cyrus ha venduto il Cezanne che gli era stato regalato. Rosen non può controllare il caso perché è in conflitto d'interessi. Quando Quinn scopre che la notizia arriva da Liv, decide che la squadra non si occuperà più del caso. Huck però continua a lavorare e scopre che è stato Charlie a modificare il virus. In realtà Charlie è stato incastrato da Cyrus. Alisha viene trovata morta, si è suicidata per non aver trovato lavoro in tutta Washington a causa della lista. Mellie vuole aggiungere un emendamento per combattere le molestie sul lavoro, ma Jake la convince a rimandare perché potrebbe essere usato contro di lei. Convinta da Olivia, una collega di Alisha denuncia pubblicamente di aver dovuto sottostare a un ricatto sessuale; seguendo il suo esempio, anche altre donne denunciano le molestie che hanno subito nel corso degli anni a Washington.

## Fiducia
- Titolo originale: The Noise
- Diretto da: Darby Stanchfield
- Scritto da: Raamla Mohamed e Jeremy Gordon

### Trama
Lo studio di Quinn viene posto sotto sequestro e Charlie viene interrogato: per poter essere liberato, dovrebbe firmare una falsa confessione nella quale viene individuata come mandante Mellie. Gli viene promesso che quando Cyrus sarà presidente avrà la fedina penale pulita. Quinn propone a Liv di collaborare per aiutare Charlie. Il procuratore della Virginia Mencken - corrotto amico di Cyrus - viene nominato procuratore generale. Fitz prova a spiegare la teoria del dirottamento a Mellie, ma lei pensa che si tratti di un piano di Liv per tornare alla ribalta. Cyrus parla con Quinn per convincerla a incastrare Mellie per salvare la vita di Charlie. Mellie si rende conto che è possibile che l'intrigo sia opera di Cyrus e incarica Jake di indagare su di lui. Cyrus ammette con Jake di essere l'autore del dirottamento del proprio aereo e per portarlo dalla sua parte gli offre un posto nella sua prossima amministrazione, affermando che se lui verrà fatto fuori, Mellie sceglierà nuovamente Liv e Jake perderà il posto. Jake cerca di convincere Charlie a firmare con la minaccia di far del male a Quinn. Mellie e Marcus riprendono la loro relazione. Mellie riceve un atto di citazione per il dirottamento dell'aereo e chiede a Jake di rimuovere il procuratore, ma lui le dice che il B613 non può più operare per lei. La notizia trapela alla stampa; Mellie rivuole Liv al comando e le chiede di uccidere Cyrus.

## Le persone come me
- Titolo originale: People Like Me
- Diretto da: Joe Morton
- Scritto da: Chris Van Dusen

### Trama
Liv non vuole accettare la proposta di Mellie di uccidere Cyrus. Vuole incontrarsi con lui per fargli cambiare idea. Marcus e Mellie si incontrano e lei gli dice che è in trappola. Marcus chiede a Fitz se è davvero riuscito a sopravvivere allo Studio Ovale. Liv si incontra con Cyrus nel luogo segreto dove il vice presidente di solito incontra il nuovo procuratore generale Mencken, lo trattiene e si fa consegnare il suo telefono, che viene preso in consegna da Huck. Nel frattempo Liv discute con Cyrus bevendo con lui del vino pregiato. Quinn e Abby controllano il telefono di Cyrus per capire chi è il vero hacker. Se il piano non dovesse funzionare, Liv aprirà una bottiglia con del vino avvelenato e lo farà bere a Cyrus. Quinn trova l'hacker, ma questi è morto e lei teme che anche Charlie possa venire ucciso. Jake si accorge che il Vicepresidente è scomparso e giunge sul posto prima che Liv gli serva un bicchiere di vino avvelenato, sottraendolo alla custodia della donna. Più tardi Liv si presenta a casa di Fitz con una bottiglia dello stesso liquore che lui un tempo le aveva regalato e i due si baciano. Cyrus va a casa di Jake e quest'ultimo gli dice che ha già parlato con il procuratore speciale per chiedergli di incriminare anche Olivia; Cyrus obietta che lui non ha dato nessuna autorizzazione in merito, ma Jake gli risponde deciso che non ne ha bisogno e che si tratta di una sua operazione. Subito dopo gli mostra il corpo della moglie Vanessa che ha appena assassinato per averlo insultato, come monito che il loro rapporto da adesso è da considerarsi alla pari.

## Sotto il sole
- Titolo originale: Standing in the Sun
- Diretto da: Jann Turner
- Scritto da: Mark Fish e Matt Byrne

### Trama
Mellie è interrogata e viene ipotizzato che abbia voluto uccidere Cyrus perché ha scoperto dell'omicidio del capo di stato. Decide di appellarsi al Quinto emendamento e viene messa sotto accusa anche Olivia. Jake si incontra con Liv e le ricorda di quando vivevano felici sull'isola deserta. Liv durante l'interrogatorio parla dell'esistenza del B613 che controlla la Casa Bianca: Jake fa sparire tutto per non farlo scoprire e ruba la videocamera con la deposizione. Quinn cerca un appoggio per far uscire la notizia attraverso Sally e il suo telegiornale, ma lei non le crede. Rowan dice che il vero potere è quello silenzioso e nessuno gli ha rubato Comando. In rete non ci sono più prove per testimoniare la presenza del B613. Quinn e Huck decidono di farsi avanti come testimoni dell'organizzazione. Alla fine anche Sally gli crede e fa un servizio in tv.

## Giù dalla scogliera
- Titolo originale: Over a Cliff
- Diretto da: Tom Verica
- Scritto da: Shonda Rhimes

### Trama
Il procuratore speciale dice a Liv che non può investigare oltre, le dice di voler passare il caso alla Commissione del Senato e le chiede la regolamentazione delle armi, quindi si suicida di fronte a lei.  Quinn e Charlie si sposano in carcere. Jake affronta Rosen in un garage e lo minaccia, ma il procuratore gli risponde che è sempre stato un leccapiedi. Cyrus chiama Rosen a casa sua per proporgli un accordo e gli offre da bere avvelenandolo. Quinn va a trovare Rowan e gli chiede di aiutarla. Fitz e Olivia trascorrono un'ultima notte insieme. Rowan decide di testimoniare davanti alla Commissione del Senato sulla sua trentennale attività di Comando di B613, il vero governo degli Stati Uniti. Jake Ballard viene arrestato per omicidio di capo di stato e per tentato omicidio di Cyrus Beene. Quest'ultimo viene costretto da Liv a firmare le dimissioni da vicepresidente con effetto immediato. Mellie chiede a Liv di lavorare insieme, ma lei rifiuta per lasciarle fare le sue scelte da sola. Quinn e Robin vanno a prendere Charlie all'uscita dal carcere; Mellie firma il progetto di legge per un uso più restrittivo delle armi; Abby e Huck portano sassi sulla tomba di David. Nella scena finale si vede Olivia uscire dalla Casa Bianca e ritrovare Fitz e successivamente due ragazze di colore che guardano un quadro alla National Portrait Gallery in cui è raffigurata Liv. Che sia diventata Presidente degli Stati Uniti?